# غوردون ديفيز (لاعب كرة قدم)
غوردون ديفيز (بالإنجليزية: Gordon Davies)‏ (3 أغسطس 1955 في المملكة المتحدة - ) هو لاعب كرة قدم بريطاني في مركز الهجوم. شارك مع منتخب ويلز لكرة القدم. أما مع النوادي، فقد لعب مع تشيلسي ومانشستر سيتي ونادي ريكسهام ونادي فولهام ونادي ميرثير تيدفيل ‏ ونورثويتش فيكتوريا وTornado Måløy FK ‏.

## وصلات خارجية
- غوردون ديفيز على موقع قاعدة بيانات كرة القدم.إي يو (الإنجليزية)